# São João do Triunfo
São João do Triunfo là một đô thị thuộc bang Paraná, Brasil. Đô thị này có diện tích 720,407 km², dân số năm 2007 là 14226 người, mật độ 17,3 người/km².